# Casuarina stricta
La especie con nombre científico Casuarina stricta (casuarina colgante) es un árbol originario de Australia, de la familia de las Casuarinaceae.

## Etimología
La etimología del género alude al ave australiana corredora Casuar cuyo plumaje se asemeja al follaje de algunos miembros del género.

## Descripción
Es una especie dioica, baja en su género, alcanzando 10 m de altura. Copa redondeada o difusa, especialmente en los primeros años. Fuste tortuoso; corteza áspera, fisurada. Ramitas erectas o también algo péndulas. Se asemeja a un pino, confundiendo a los profanos de la Botánica. Lo que parecen hojas de gimnosperma aciculares son en realidad ramillas delgadas que cumplen el papel de hojas fotosíntetizadoras. Las verdaderas hojas son apenas escamas en los nudos de esas ramillas, haciendo falta un aumento para verlas. En C. stricta el número de escamas es de 9 a 12 en cada nudo o verticilo. Flores masculinas amarillas, en espigas terminales de 6-18 cm de long. y 5 de diámetro. Las femeninas, en otro fuste, en amentos de 6-8 mm, verdes. Frutos globosos, 25-55 mm x 20-30 mm, con bracteolas prominentes, y aglomeradas. Semillas aladas, anemófilas. La semilla mide entre 3 a 5 mm.
2n: 18, 26

## Cultivo y usos
Se multiplica por semillas fácilmente. Puestos los frutos a secar, pronto hay deshicencia de las semillas, que son viables por 1 a 2 años, con almacenaje fresco y seco. Germina, sin tratamientos previos, muy bien. 
C. stricta exige temperatura y calidad del suelo. Soporta bien el clima marítimo y suelos pobres y salinos. Como ejemplar aislado desarrolla bien su porte.

## Fuente
- http://www.rjb.csic.es/floraiberica/floraiberica/texto/pdfs/02_043_01_Casuarina.pdf